# Museo de Arte Contemporáneo de Lima
El Museo de Arte Contemporáneo de Lima (siglas: MAC Lima) es en la actualidad el único museo de la ciudad de Lima especializado en la difusión del arte moderno y del arte contemporáneo. Fundado a inicios del 2013, el museo se encuentra situado en un predio cedido en concesión por la municipalidad de Barranco. Posee un edificio de corte modernista diseñado por el arquitecto peruano Frederic Cooper Llosa, con tres módulos principales que corresponden a las tres salas donde están dispuestas la colección y las exposiciones temporales, y grandes ventanales que dan al espejo de agua y acentúan el concepto de isla. Una extensa área verde de acceso libre para el público complementa los espacios del museo.
El MAC Lima apunta a ser una institución articulada con su entorno urbano y con las sensibilidades y debates de su tiempo, aliada con la comunidad artística y abierta a la diversidad de públicos. 

## Historia
El 11 de junio de 1955 se constituye en Lima la fundación del Instituto de Arte Contemporáneo (IAC). Desde finales de los años 80, el IAC toma la firme decisión de construir un museo y dotarlo de una colección, siendo así la institución gestora del Museo de Arte Contemporáneo de Lima (MAC Lima), el cual alberga y expone las principales obras de la colección del IAC.

## Colecciones y exposiciones
La colección original del IAC comienza a gestarse de estas primeras exposiciones que tuvieron lugar en los diversos locales donde alternadamente funcionó: Galería Lima, Casa Mujica y Museo de Arte Italiano. A esta primera etapa de la colección pertenecen obras de las décadas de 1950 y 1960, que dieron un nutrido panorama del arte latinoamericano del momento. Figuran obras de Gastón Garreaud, Rafael Hastings, Emilio Rodríguez Larraín, Oswaldo Vigas, así como la fuerte abstracción de Fernando de Szyszlo, entre otros.
En la década de 1990, con ocasión de una subasta que serviría para conseguir los fondos iniciales para la construcción del MAC Lima, es cuando el IAC recibe un importante y nuevo aporte de destacados artistas de todo el continente. Aparecen en la colección propuestas donde la geometría es el instrumento protagónico –Víctor Pasmore, Jesús Rafael Soto, Carlos Cruz-Diez, Eduardo Ramírez Villamizar–, la obra posmoderna de Álvaro Barrios, el desenfadado humor de las obras de Antonio Seguí, entre otras.
Tras la construcción del MAC Lima, la colección se nutrió de nuevos aportes que complementarían mejor el panorama del arte contemporáneo. Gracias a las nuevas donaciones de artistas nacionales como Ramiro Llona, Armando Varela, Fernando de Szyszlo, Kukuli Velarde, por mencionar algunos; y al apoyo brindado por MICROMUSEO (“al fondo hay sitio”) con obras de artistas como Alfredo Márquez, Ángel Valdez, Moico Yaker, Juan Javier Salazar y Elliot Tupac.

## Actividades y educación
El departamento de educación del museo considera la colecciones del museo y el arte contemporáneo en general no solo desde el punto de vista estético. En tal sentido, el museo cuenta con los siguientes programas, los cuales tienen como objetivo ser herramientas para el desarrollo de capacidades y el fomento de principios que aporten a la formación humanística de los visitantes:
- MAC en la escuela
- Aula MAC
- Aula libre
- Domingos en el MAC
- Cursos